# René Oltmanns
René Oltmanns (Gifhorn, 28 ottobre 1979) è un attore e doppiatore tedesco.

## Biografia
René Oltmanns è nato a Gifhorn, ma cresciuto a Wolfsburg. Ha studiato presso lo studio di recitazione Frese di Amburgo.
Nel 2007 ha pubblicato il romanzo Liebe auf ex!.
Oltmanns è stato docente presso la scuola d'arte drammatica Zerboni di Monaco di Baviera.

## Filmografia

### Cinema
- Eine schöne Bescherung - regia di Sebastian Sorger (2018)

### Televisione
- Verbotene Liebe - serie TV (2006)
- Die Rettungsflieger - serie TV (2007)
- Tempesta d'amore (Sturm der Liebe) - serie TV (712 episodi) (2007-2010,2014)
- Aktenzeichen XY … ungelöst - serie TV (2012-2014)
- Der Staatsanwalt - serie TV (2015)
- Hammer & Sichl - serie TV (2016)
- Die Rosenheim-Cops - serie TV (2016-2022)
- Soko 5113 - serie TV (2018)
- Dahoam is Dahoam - serie TV (2018-2019)
- Gute Zeiten, schlechte Zeiten - serie TV (3 episodi) (2020)
- Die Bergretter - serie TV (2021)
- Lena Lorenz - serie TV (2022)
- Watzmann ermittelt - serie TV (2022-2025)
- Il commissario Köster (Der Alte) - serie TV (2025)

## Doppiaggio

### Televisione
- Ty Jones in Power
- Jimmy Gary in New Amsterdam
- Nyasha Hatendi in Alex Rider
- Tom Mison in See
- Jeffrey Donovan in Law & Order
- Tramell Tillman in Severance

### Animazione
- Venditore di Magikarp, Palmer e Spinel in Pokémon
- Byakuya Kuchiki in Bleach
- Shigure Soma in Fruits Basket
- Vista, Diez Barrels e Charlotte Cabaletta in One Piece
- Hoshiyomi in Inuyasha
- Marco Adriano in Gangsta.
- Artemis in Pretty Guardian Sailor Moon Crystal, Pretty Guardian Sailor Moon Eternal - Il film, Pretty Guardian Sailor Moon Cosmos - Il film
- Tanba in Dorohedoro
- Kaiou Jo e Kenichi Yamamoto in Baki the Grappler
- OG Bulldog in Carole & Tuesday
- Shigure Soma in Fruits Basket